# Підгір'я (Полтавський район)
Підгі́р'я — село в Україні, у Решетилівській міській громаді Полтавського району Полтавської області. Населення станом на 2001 рік становило 127 осіб. До 2020 орган місцевого самоврядування — Остап'ївська сільська рада.

## Географія
Село Підгір'я знаходиться на правому березі річки Псел, вище за течією на відстані 1 км розташоване село Остап'є, нижче за течією примикає село Нове Остапове. Річка в цьому місці звивиста, утворює лимани, стариці та заболочені озера.
Найближча залізнична станція Сагайдак — за 37 км.

## Історія
Село Підгір'я виникло на початку XX ст. і входило до Остапівської волості Хорольського повіту Полтавської губернії.
Станом на 1 лютого 1925 року Підгір'я належало до Остапівського району Лубенської округи. З 1930 року — до Великобагачанського району.
У 1932–1933 роках внаслідок Голодомору, проведеного радянським урядом, у селі загинуло 7 мешканців.
З 14 вересня 1941 по 20 вересня 1943 року Підгір'я було окуповане німецько-фашистськими військами.
12 червня 2020 року, відповідно до розпорядження Кабінету Міністрів України № 721-р «Про визначення адміністративних центрів та затвердження територій територіальних громад Полтавської області», село увійшло до складу Решетилівської міської громади.
19 липня 2020 року, в результаті адміністративно — територіальної реформи та ліквідації Великобагачанського району, село увійшло до складу новоутвореного Полтавського району Полтавської області.